# Jealousy 〜ジェラシー〜
「Jealousy 〜ジェラシー〜」は、ZIGGYの9枚目のシングル。

## 概要
- 徳間ジャパンコミュニケーションズ在籍及び二人体制最後のシングル。三貴「カメリアダイヤモンド」のCMソングに起用され、自身2番目の売り上げとなった。
- 8thアルバム「WHAT NEWS!?」ではアルバムバージョンとして録り直している。

## 収録曲
| #         | タイトル                                         | 作詞      | 作曲      | 時間  |
| --------- | ------------------------------------------------ | --------- | --------- | ----- |
| 1.        | 「Jealousy 〜ジェラシー〜」                      | 森重樹一  | 森重樹一  | 4:14  |
| 2.        | 「春色の残像」                                   | 森重樹一  | 戸城憲夫  | 3:21  |
| 3.        | 「Jealousy 〜ジェラシー〜 (オリジナルカラオケ)」 |           |           | 4:14  |
| 合計時間: | 合計時間:                                        | 合計時間: | 合計時間: | 11:49 |